# Hylands Park

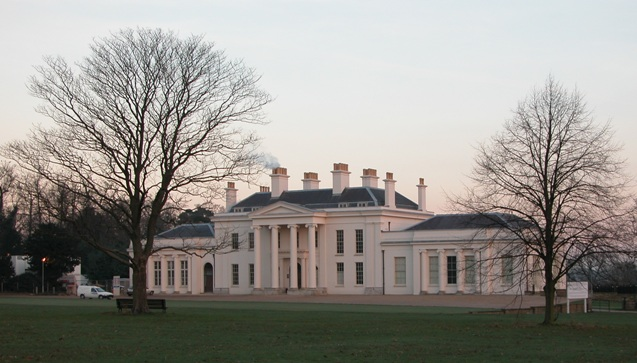
Hylands House

Der Hylands Park ist ein öffentlicher Park mit einem großen Herrenhaus (englisch country house). Er hat eine Fläche von etwa 2,3 km². Der Park befindet sich in der Nähe von Chelmsford in der Grafschaft Essex in England, ostnordöstlich von London. Er gehört der Bevölkerung von Chelmsford und untersteht der örtlichen staatlichen Verwaltung. Obwohl öffentlich zugänglich, wird er bei großen Veranstaltungen – wie dem jährlichen Rockfestival V Festival – für den allgemeinen Zugang gesperrt. Das Herrenhaus war von 1907 bis 1920 im Besitz von Daniel Fulthorpe Gooch und seiner Familie.
Hylands Park war 2005 Veranstaltungsort des Eurojam und 2007 des 21. World Scout Jamboree 2007 der internationalen Pfadfinderorganisation WOSM.